# XIVe gouvernement constitutionnel portugais
 (avril 2025).
Si vous disposez d'ouvrages ou d'articles de référence ou si vous connaissez des sites web de qualité traitant du thème abordé ici, merci de compléter l'article en donnant les références utiles à sa vérifiabilité et en les liant à la section « Notes et références ».
République portugaise
XIIIe constitutionnel XVe constitutionnel
Le XIVe gouvernement constitutionnel portugais (XIV Governo Constitucional de Portugal) est le gouvernement de la République portugaise entre le 25 octobre 1999 et le 6 avril 2002, durant la huitième législature de l'Assemblée de la République.

## Coalition et historique
Dirigé par le Premier ministre socialiste sortant António Guterres, il est formé uniquement du Parti socialiste (PS), qui dispose de 115 députés sur 230 à l'Assemblée de la République, soit 50 % des sièges.
Il a été nommé à la suite des élections législatives du 10 octobre 1999 et succède au XIIIe gouvernement constitutionnel, minoritaire, dirigé par Guterres et constitué du seul PS.
À la suite de la déroute des socialistes aux élections locales de décembre 2001, le gouvernement démissionne et des élections législatives anticipées sont convoquées le 17 mars 2002. Le scrutin est remporté par le Parti social-démocrate (PPD/PSD), qui forme une coalition avec le Parti populaire (CDS/PP) et constitue, sous l'autorité de José Manuel Durão Barroso, le XVe gouvernement constitutionnel.

## Composition[1]

### Initiale (25 octobre 1999)
- Les nouveaux ministres sont indiqués en gras, ceux ayant changé d'attributions en italique.

| Portefeuille                                                     | Titulaire | Titulaire                                                  | Parti |
| ---------------------------------------------------------------- | --------- | ---------------------------------------------------------- | ----- |
| Premier ministre                                                 |           | António Guterres                                           | PS    |
| Ministre d'État Ministre des Affaires étrangères                 |           | Jaime Gama                                                 | PS    |
| Ministre de la Présidence Ministre de l'Équipement social        |           | Jorge Coelho                                               | PS    |
| Ministre de la Défense nationale                                 |           | Júlio Castro Caldas                                        | Sans  |
| Ministre adjoint Ministre de l'Intérieur                         |           | Fernando Gomes                                             | PS    |
| Ministre des Finances Ministre de l'Économie                     |           | Joaquim Pina Moura                                         | Sans  |
| Ministre du Travail et de la Solidarité                          |           | Eduardo Ferro Rodrigues                                    | PS    |
| Ministre de la Justice                                           |           | António Costa                                              | PS    |
| Ministre de la Planification                                     |           | Elisa Ferreira                                             | PS    |
| Ministre de l'Agriculture, du Développement rural et de la Pêche |           | Luís Capoulas Santos                                       | PS    |
| Ministre de l'Éducation                                          |           | Guilherme d'Oliveira Martins                               | Sans  |
| Ministre de la Santé                                             |           | Manuela Arcanjo                                            | PS    |
| Ministre de l'Environnement et de l'Aménagement du territoire    |           | José Sócrates                                              | PS    |
| Ministre de la Culture                                           |           | Manuel Maria Carrilho (jusqu'au 12/07/2000) José Sasportes | PS    |
| Ministre de la Science et de la Technologie                      |           | Mariano Gago                                               | Sans  |
| Ministre de la Réforme de l'État et de l'Administration publique |           | Alberto Martins                                            | PS    |
| Ministre pour l'Égalité                                          |           | Maria de Belém Roseira                                     | PS    |
| Ministre adjoint du Premier ministre                             |           | Armando Vara                                               | PS    |

### Remaniement du 15 septembre 2000
- Les nouveaux ministres sont indiqués en gras, ceux ayant changé d'attributions en italique.

| Portefeuille                                                     | Titulaire | Titulaire                                     | Parti |
| ---------------------------------------------------------------- | --------- | --------------------------------------------- | ----- |
| Premier ministre                                                 |           | António Guterres                              | PS    |
| Ministre d'État Ministre des Affaires étrangères                 |           | Jaime Gama                                    | PS    |
| Ministre d'État Ministre de l'Équipement social                  |           | Jorge Coelho                                  | PS    |
| Ministre de la Présidence                                        |           | Guilherme d'Oliveira Martins                  | Sans  |
| Ministre de la Défense nationale                                 |           | Júlio Castro Caldas                           | Sans  |
| Ministre de l'Intérieur                                          |           | Nuno Severiano Teixeira                       | Sans  |
| Ministre des Finances                                            |           | Joaquim Pina Moura                            | Sans  |
| Ministre du Travail et de la Solidarité                          |           | Eduardo Ferro Rodrigues                       | PS    |
| Ministre de la Justice                                           |           | António Costa                                 | PS    |
| Ministre de l'Économie                                           |           | Mário Cristina de Sousa                       | Sans  |
| Ministre de la Planification                                     |           | Elisa Ferreira                                | PS    |
| Ministre de l'Agriculture, du Développement rural et de la Pêche |           | Luís Capoulas Santos                          | PS    |
| Ministre de l'Éducation                                          |           | Augusto Santos Silva                          | PS    |
| Ministre de la Santé                                             |           | Manuela Arcanjo                               | PS    |
| Ministre de l'Environnement et de l'Aménagement du territoire    |           | José Sócrates                                 | PS    |
| Ministre de la Culture                                           |           | José Sasportes                                | PS    |
| Ministre de la Science et de la Technologie                      |           | Mariano Gago                                  | Sans  |
| Ministre de la Réforme de l'État et de l'Administration publique |           | Alberto Martins                               | PS    |
| Ministre de la Jeunesse et des Sports                            |           | Armando Vara (jusqu'au 12/12/2000) José Lello | PS    |

### Remaniement du 11 mars 2001
- Les nouveaux ministres sont indiqués en gras, ceux ayant changé d'attributions en italique.

| Portefeuille                                                     | Titulaire | Titulaire                    | Parti |
| ---------------------------------------------------------------- | --------- | ---------------------------- | ----- |
| Premier ministre                                                 |           | António Guterres             | PS    |
| Ministre d'État Ministre des Affaires étrangères                 |           | Jaime Gama                   | PS    |
| Ministre de la Présidence                                        |           | Guilherme d'Oliveira Martins | Sans  |
| Ministre de la Défense nationale                                 |           | Júlio Castro Caldas          | Sans  |
| Ministre de l'Intérieur                                          |           | Nuno Severiano Teixeira      | Sans  |
| Ministre des Finances                                            |           | Joaquim Pina Moura           | Sans  |
| Ministre de l'Équipement social                                  |           | Eduardo Ferro Rodrigues      | PS    |
| Ministre de la Justice                                           |           | António Costa                | PS    |
| Ministre de l'Économie                                           |           | Mário Cristina de Sousa      | Sans  |
| Ministre de la Planification                                     |           | Elisa Ferreira               | PS    |
| Ministre de l'Agriculture, du Développement rural et de la Pêche |           | Luís Capoulas Santos         | PS    |
| Ministre de l'Éducation                                          |           | Augusto Santos Silva         | PS    |
| Ministre de la Santé                                             |           | Manuela Arcanjo              | PS    |
| Ministre du Travail et de la Solidarité                          |           | Paulo Pedroso                | PS    |
| Ministre de l'Environnement et de l'Aménagement du territoire    |           | José Sócrates                | PS    |
| Ministre de la Culture                                           |           | José Sasportes               | PS    |
| Ministre de la Science et de la Technologie                      |           | Mariano Gago                 | Sans  |
| Ministre de la Réforme de l'État et de l'Administration publique |           | Alberto Martins              | PS    |
| Ministre de la Jeunesse et des Sports                            |           | José Lello                   | PS    |

### Remaniement du 4 juillet 2001
- Les nouveaux ministres sont indiqués en gras, ceux ayant changé d'attributions en italique.

| Portefeuille                                                     | Titulaire | Titulaire                                                   | Parti |
| ---------------------------------------------------------------- | --------- | ----------------------------------------------------------- | ----- |
| Premier ministre                                                 |           | António Guterres                                            | PS    |
| Ministre d'État Ministre des Affaires étrangères                 |           | Jaime Gama                                                  | PS    |
| Ministre de la Présidence Ministre des Finances                  |           | Guilherme d'Oliveira Martins                                | Sans  |
| Ministre de la Défense nationale                                 |           | Rui Pena                                                    | Sans  |
| Ministre de l'Intérieur                                          |           | Nuno Severiano Teixeira                                     | Sans  |
| Ministre de l'Équipement social                                  |           | Eduardo Ferro Rodrigues (jusqu'au 23/01/2002) José Sócrates | PS    |
| Ministre de la Justice                                           |           | António Costa                                               | PS    |
| Ministre de l'Économie                                           |           | Luís Braga da Cruz                                          | PS    |
| Ministre de la Planification                                     |           | Elisa Ferreira                                              | PS    |
| Ministre de l'Agriculture, du Développement rural et de la Pêche |           | Luís Capoulas Santos                                        | PS    |
| Ministre de l'Éducation                                          |           | Júlio Pedrosa                                               | PS    |
| Ministre de la Santé                                             |           | António Correia de Campos                                   | PS    |
| Ministre du Travail et de la Solidarité                          |           | Paulo Pedroso                                               | PS    |
| Ministre de l'Environnement et de l'Aménagement du territoire    |           | José Sócrates                                               | PS    |
| Ministre de la Culture                                           |           | Augusto Santos Silva                                        | PS    |
| Ministre de la Science et de la Technologie                      |           | Mariano Gago                                                | Sans  |
| Ministre de la Réforme de l'État et de l'Administration publique |           | Alberto Martins                                             | PS    |
| Ministre de la Jeunesse et des Sports                            |           | José Lello                                                  | PS    |
| Ministre adjoint du Premier ministre                             |           | António José Seguro                                         | PS    |